# Beren Tuna
Beren Tuna (* 7. Juli 1980 in Ostfildern, Deutschland) ist eine Schauspielerin und Regisseurin mit Wohnsitz in Zürich.

## Leben
Beren Tuna wuchs in der Türkei und in Deutschland auf. Nach ihrer Zeit am Gymnasium und ersten Erfahrungen am Theaterhaus Stuttgart absolvierte sie ein Schauspielstudium an der Hochschule für Musik und Theater Zürich (heute Zürcher Hochschule der Künste). Beren Tuna arbeitet im Theater, Film und Fernsehen sowie bei Lesungen und Moderationen. Seit 2017 ist sie auch als Theaterregisseurin tätig. Sie ist Gründungsmitglied der Produktionsplattform 1visible sowie des Schauspielerinnen-Netzwerkes FemaleAct. Zudem ist sie seit 2016 Mitglied der Schweizer Filmakademie.
Nach Theaterproduktionen in der Schweiz und in Deutschland spielte sie ihre erste Hauptrolle im Kinofilm Köpek – Geschichten aus Istanbul der Regisseurin Esen Işık. Für die Rolle der Hayat wurde sie 2016 mit dem Schweizer Filmpreis als beste Darstellerin ausgezeichnet. In den mehrfach ausgezeichneten Kurzfilmen Der Mandarinenbaum sowie Stilles Land Gutes Land spielte Beren Tuna mit. Weitere Rollen in Kinofilmen sind Al-Shafaq - Wenn der Himmel sich spaltet (Regie: Esen Işık (2019)) sowie Beyto (Regie: Gitta Gsell (2020)). Ihre erste Hauptrolle in einer Fernsehproduktion war die der Elena in der Serie Seitentriebe.
Beren Tuna lebt mit ihrem Partner und zwei Kindern in Zürich. Sie hat die deutsche und die Schweizer Staatsbürgerschaft.

## Film (Auswahl)
- 2007: Die Dame Aoi (Kurzfilm)
- 2009: Ich tanze mit mir (Kurzfilm)
- 2015: Köpek – Geschichten aus Istanbul (Regie: Esen Işık)
- 2017: Der Mandarinenbaum (Kurzfilm, Regie: Cengiz Akaygün)
- 2018: Stilles Land Gutes Land (Kurzfilm, Regie: Johannes Bachmann)
- 2019: Nr. 47 (Webserie, Produktion SRF, Nebenrolle 3. Staffel, Regie: Chanelle Eidenbenz)[2]
- 2019: Al-Shafaq – Wenn der Himmel sich spaltet (Regie: Esen Işık)[3]
- 2019: Seitentriebe (Fernsehserie, Produktion SRF, 2. Staffel, Folgen 1–8, Drehbuch und Regie: Güzin Kar)[4]
- 2020: Beyto (Kinofilm, Regie: Gitta Gsell)
- 2020: In aller Freundschaft – Die jungen Ärzte (Fernsehserie, Folge Deckung aufgeben)
- 2023: Die Heiland – Wir sind Anwalt (Fernsehserie, Folge Das Testament)

## Theater (Auswahl)

### Als Schauspielerin
- Cargo Sofia-Basel, Rimini Protokoll. Theater Basel, Hebbel am Ufer Berlin, 2006.
- Innana - Euphrates Survival Song, 1Visible, Regie: Mirjam Neidhart, Theater Rigiblick Zürich, 2009.[5]
- Tango Türk, Kerem Can. Regie: Lotte de Beer. Neuköllner Oper Berlin, 2010.
- Die Entführung aus dem Serail, Wolfgang Amadeus Mozart, Regie: Lydia Steier. Stadttheater Bern, 2013.[6]
- Protokolle Tilo Frey - colonial Walk, Szenischer Stadtrundgang von experi theater, am Theaterhaus Gessnerallee Zürich, 2020[7]

### Als Regisseurin
- Unter einem Dach, Theaterstück nach dem gleichnamigen Buch von Henning Sußebach und Amir Baitar, Sogar Theater Zürich, 2019 (Regie)[8]

## Auszeichnungen und Nominationen
- 2016: Schweizer Filmpreis – Beste Darstellerin für Köpek – Geschichten aus Istanbul.[1]
- 2019: Be Epic London International Film Festival – Beste Darstellerin für Der Mandarinenbaum[9]
- 2020: Nomination für den Schweizer Filmpreis als Beste Darstellerin für Al-Shafaq - Wenn der Himmel sich spaltet.[10]